# Liste des parcs d'État de l'Alaska
Liste des parcs d'État de l'Alaska aux États-Unis d'Amérique par ordre alphabétique. Ils sont gérés par l'Alaska Department of Natural Resources.

## Région d'Anchorage

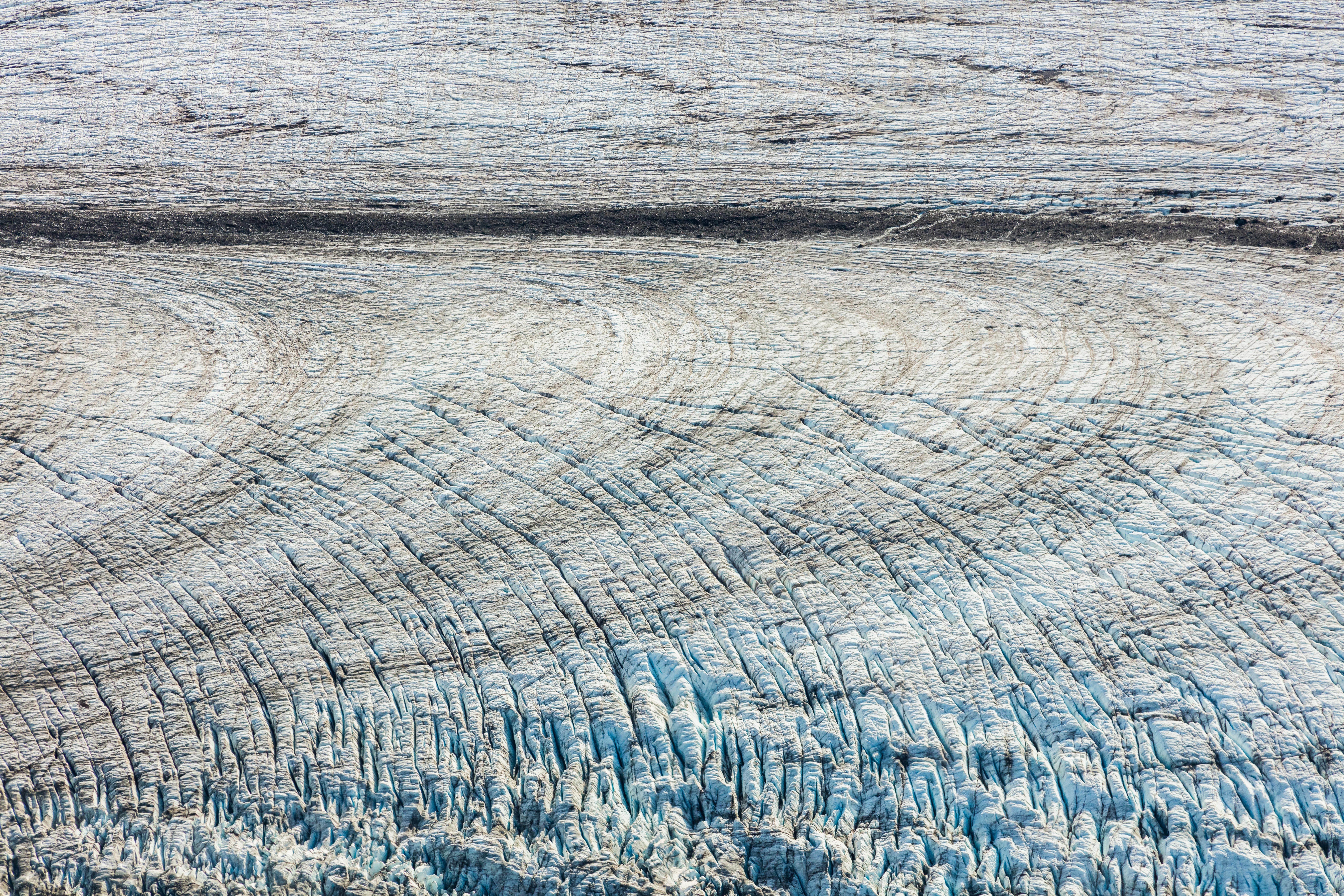
Un glacier dans le parc d'état de Chugah.

- Chugach

## Région deCopper River Basin
- Dry Creek
- Lake Louise
- Liberty Falls
- Porcupine Creek
- Squirrel Creek

## Région d'Interior Alaska

### Région deFairbanks
- Birch Lake
- Chena River
- Lac Harding
- Lower Chatanika River
- Salcha River
- Upper Chatanika River

### Région deDelta Junction
- Big Delta
- Clearwater
- Delta
- Donnelly Creek
- Fielding Lake
- Quartz Lake

### Région deTok
- Eagle Trail
- Moon River
- Tok River

## Région de lapéninsule de Kenai

### Région d'Homer
- Anchor River
- Deep Creek
- Kachemak Bay
- Ninilchik
- Stariski

### Région deKenaiet deSoldotna
- Captain Cook
- Clam Gulch
- Crooked Creek
- Johnson Lake
- Kasilof River
- Kenai River
- Scout Lake

### Région deSeward
- Caines Head
- Driftwood Bay
- Lowell Point
- Safety Cove
- Sandspit Point
- Sunny Cove
- Thumb Cove

## Région de l'île Kodiak
- Afognak Island
- Buskin River
- Fort Abercrombie
- Pasagshak River
- Shuyak Island
- Woody Island

## Région deMatanuska-Susitna
- Big Lake North
- Big Lake South
- Blair Lake
- Denali
- Nancy Lake
- Nancy Lake
- Finger Lake
- Hatcher Pass East
- Independence Mine
- Kepler-Bradley Lakes
- King Mountain
- Matanuska Glacier
- Montana Creek
- Rocky Lake
- Summit Lake
- Tokositna River
- Willow Creek

## Région dePrince William Sound
- Bettles Bay
- Blueberry Lake
- Boswell Bay
- Canoe Passage
- Decision Point
- Entry Cove
- Granite Bay
- Horseshoe Bay
- Jack Bay
- Kayak Island
- Sawmill Bay
- Shoup Bay
- Shoup Glacier
- South Esther Island
- Surprise Cove
- Surprise Ridge
- Worthington Glacier
- Zeigler Cove

## Région d'Alaska Panhandle

### Région d'Haineset deSkagway
- Alaska Chilkat
- Chilkat Islands
- Chilkat
- Chilkoot Lake
- Mosquito Lake
- Portage Cove
- Sullivan Island

### Région deJuneau
- Eagle Beach
- Ernest Gruening
- Funter Bay
- Réseau de sentier de Juneau
- Oliver Inlet
- Point Bridget
- Shelter Island
- St. James Bay
- Taku Harbor
- Wickersham

### Région deKetchikan
- Black Sands Beach
- Dall Bay
- Grindall Island
- Refuge Cove
- Settlers Cove
- Totem Bight

### Région deSitka
- Baranof Castle Hill
- Big Bear/Baby Bear
- Halibut Point
- Magoun Islands
- Old Sitka
- Sealion Cove
- Security Bay

### Région deWrangellet dePetersburg
- Beecher Pass
- Joe Mace Island
- Petroglyph Beach
- Thom's Place

## Région du sud-ouest de l'Alaska
- Lake Aleknagik
- Wood-Tikchik